# Cuzorn
Cuzorn – miejscowość i gmina we Francji, w regionie Nowa Akwitania, w departamencie Lot i Garonna.
Według danych na rok 1990 gminę zamieszkiwało 901 osób, a gęstość zaludnienia wynosiła 39 osób/km² (wśród 2290 gmin Akwitanii Cuzorn plasuje się na 468. miejscu pod względem liczby ludności, natomiast pod względem powierzchni na miejscu 428).